# Baphia maxima
Baphia maxima är en ärtväxtart som beskrevs av John Gilbert Baker. Baphia maxima ingår i släktet Baphia och familjen ärtväxter. Inga underarter finns listade i Catalogue of Life.